# Zachęta
Phòng trưng bày nghệ thuật quốc gia Zachęta (Ba Lan: Zachęta Narodowa Galeria Sztuki) nằm ở trung tâm Warsaw, Ba Lan. Mục đích chính của Phòng trưng bày là trình bày tác phẩm và hỗ trợ các nghệ sĩ nghệ thuật đương đại Ba Lan. Với nhiều triển lãm của các nghệ sĩ nước ngoài nổi tiếng, phòng trưng bày cũng đã mở rộng trên quy mô quốc tế.
Từ " zachęta " có nghĩa là khuyến khích. Phòng trưng bày Zachęta lấy tên từ Towarzystwo Zachęty do Sztuk Pięknych (Hiệp hội khuyến khích nghệ thuật), được thành lập tại Warsaw vào năm 1860.

## Lịch sử

### Hội khuyến khích mỹ thuật
Trước năm 1860, không có bảo tàng công cộng hay thư viện cũng như các tổ chức có thể tạo môi trường trao đổi giữa các nghệ sĩ. Sự đàn áp bắt nguồn từ cuộc nổi dậy tháng 11, khiến cho giáo dục nghệ thuật cao cấp hầu như không thể phát triển được. Triển lãm lớn cuối cùng diễn ra vào năm 1845. Sau các cuộc biểu tình của các nghệ sĩ trong những năm 1850, dự án Wystawa Krajowa Sztuk Pięknych (Triển lãm Mỹ thuật Quốc gia) đã được phê duyệt vào năm 1858, và dẫn đến các cuộc đàm phán với các nhà cai trị Nga, những người cuối cùng đã cho phép thành lập Hiệp hội Mỹ thuật vào năm 1860. Các đạo luật của Hội được đặt ra bởi các nghệ sĩ và chuyên gia nghệ thuật. Cuộc họp chính thức đầu tiên và cuộc bầu cử hội đồng quản trị diễn ra vào ngày 13 tháng 12 năm 1860. Hội đồng quản trị có mười hai thành viên, sáu nghệ sĩ và sáu chuyên gia nghệ thuật, được bầu hàng năm. Các thành viên giữ chức vụ ít nhất một tháng nhưng không quá một năm.
Hội đã tổ chức các triển lãm hàng năm, tài trợ học bổng và cung cấp viện trợ khác cho các nghệ sĩ trẻ, cả thành viên và ứng cử viên tiềm năng.

### Tòa nhà

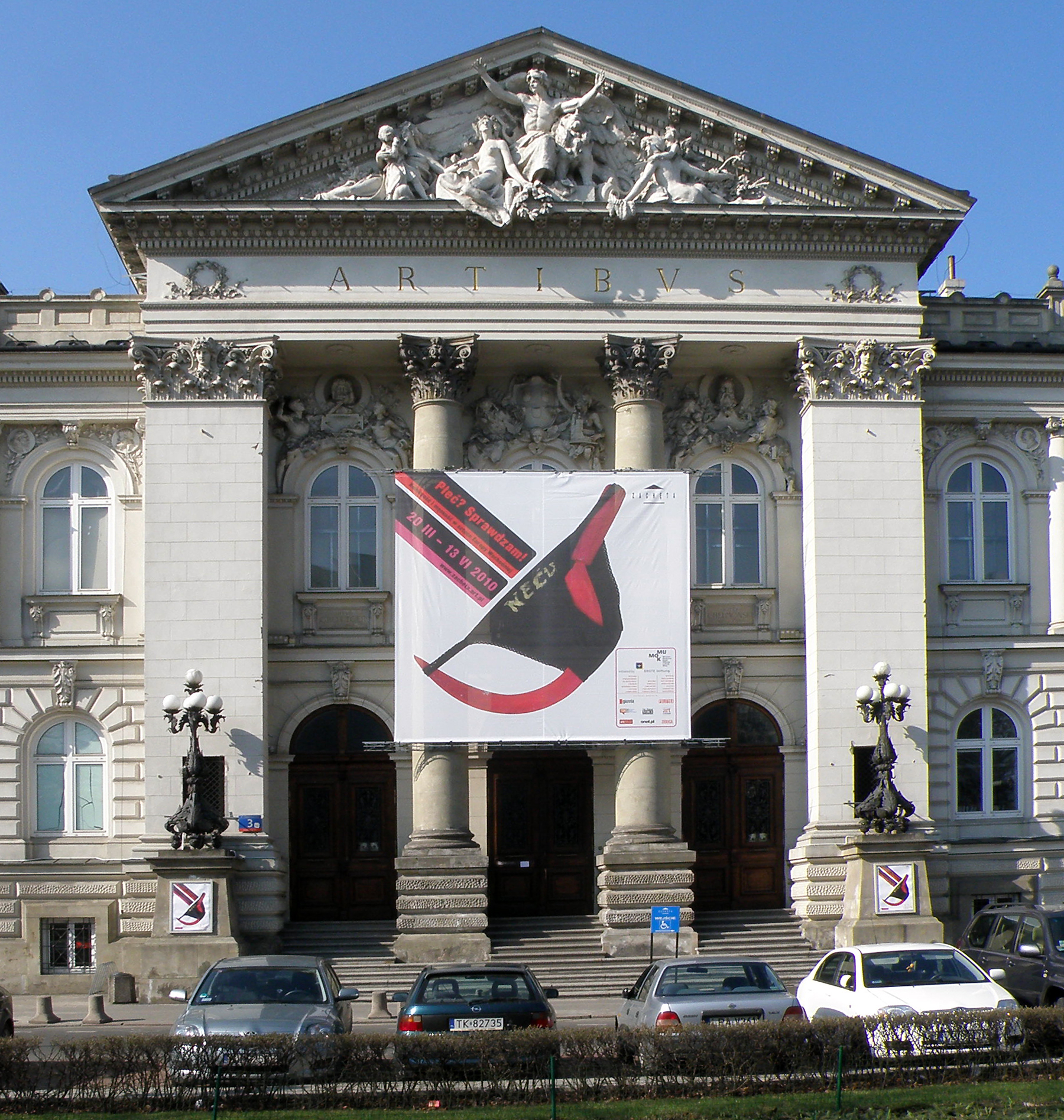
Lối vào tòa nhà

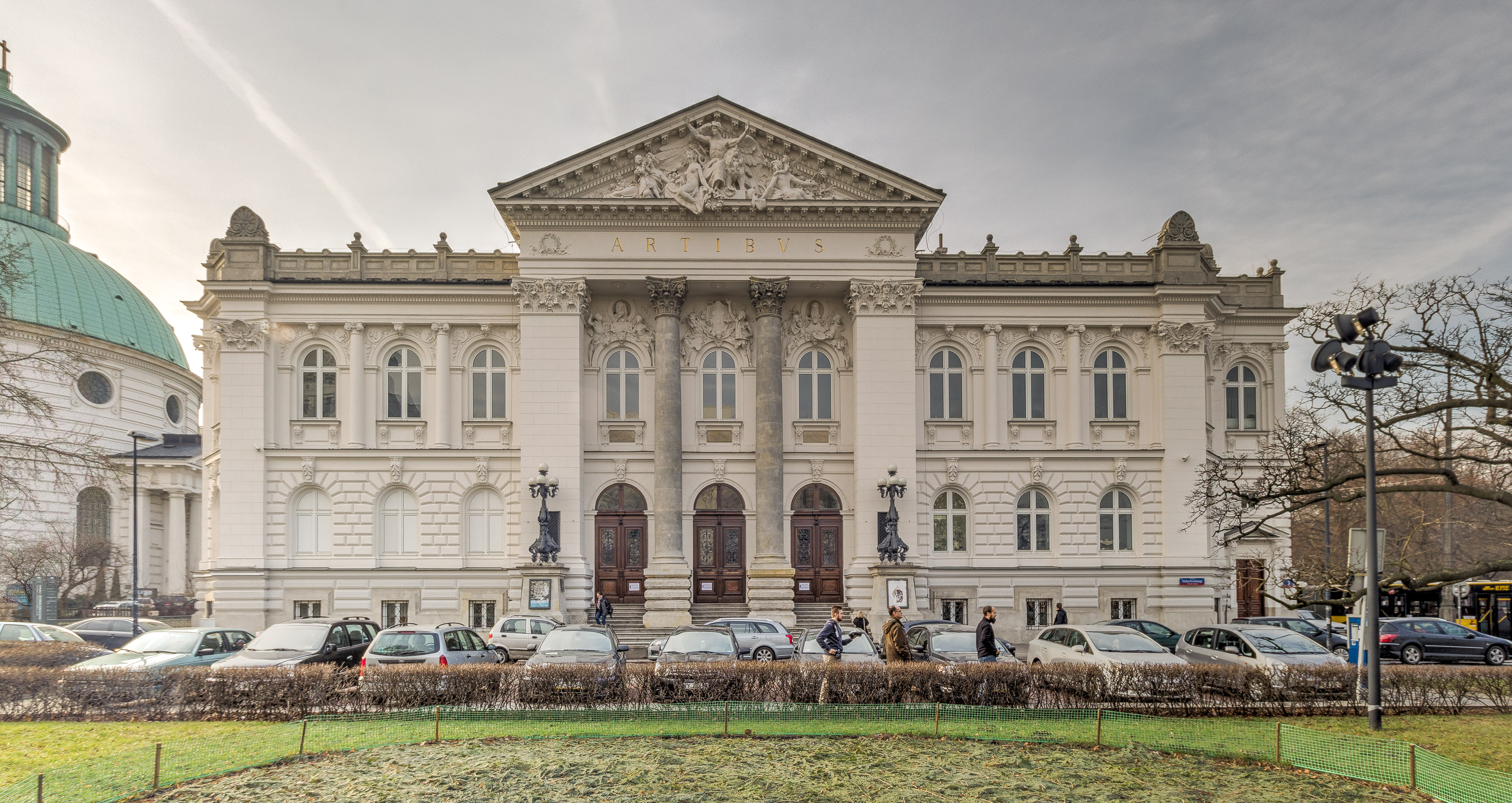
Phòng trưng bày Zachęta, mặt trước

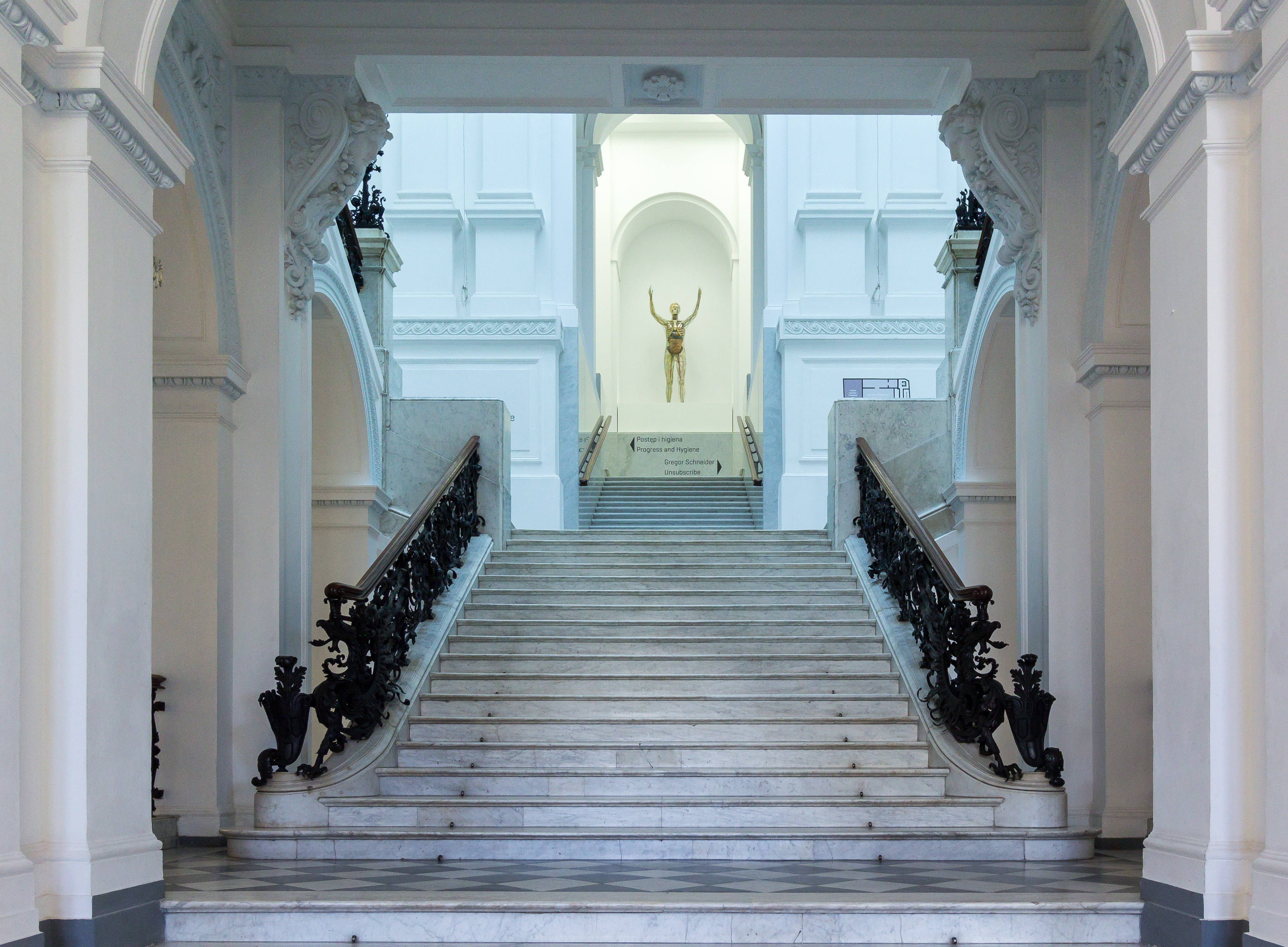
Zachęta - sảnh chính và cầu thang

Cuộc đấu thầu đầu tiên cho thiết kế của tòa nhà mới đã được mở ra vào năm 1862. Tuy nhiên, do thiếu nguồn tài chính, các dự án xây dựng đã không được thực hiện. Sau khi Hội được chính quyền thành phố cấp đất, một cuộc thi khác đã được công bố vào năm 1894, với ngôi chiến thắng thuộc về kiến trúc sư Warsaw, Stefan Szyller. Ông đã trình bày một thiết kế kiến trúc theo phong cách tân Phục hưng với các yếu tố cổ điển. Cổng được trang trí với các nhân vật ngụ ngôn và các tác phẩm điêu khắc của Zygmunt Otto. Kiến trúc của tòa nhà được khắc chữ Latin Artibus.
Việc mở rộng tòa nhà đã tạo ra một không gian triển lãm lớn hơn, một kho lưu trữ các tác phẩm nghệ thuật, một sân dỡ hàng và một khu văn phòng với một lối vào riêng biệt. Phòng triển lãm lớn nhất được đặt theo tên của họa sĩ người Ba Lan, Jan Matejko. Một căn phòng khác được đặt theo tên của Gabriel Narutowicz, tổng thống đầu tiên của Cộng hòa Ba Lan thứ hai, người bị ám sát tại Zachęta vào ngày 16 tháng 12 năm 1922 bởi Eligiusz Niewiadomski, một họa sĩ và nhà phê bình người Ba Lan. Để tưởng nhớ tổng thống và Wojciech Gerson- một trong những người sáng lập Hiệp hội khuyến khích mỹ thuật, hai tấm bảng đã được ra mắt trong lễ kỷ niệm của phòng trưng bày năm 2000.
Kể từ khi chính thức khai trương vào năm 1900, tòa nhà Zachęta đã trở thành trụ sở của  một số tổ chức:
- 1900 - 1939: Hiệp hội khuyến khích mỹ thuật
- 1939 - 1945: Nhà văn hóa Đức
- 1945 - 1989: Cục triển lãm nghệ thuật trung ương
- 1989 - 2003: Phòng triển lãm nghệ thuật bang Zachęta
- từ năm 2003: Phòng triển lãm nghệ thuật quốc gia Zachęta

Tòa nhà Zachęta đã được đăng ký như một di tích lịch sử vào năm 1965.

### Năm 1939 đến 1945

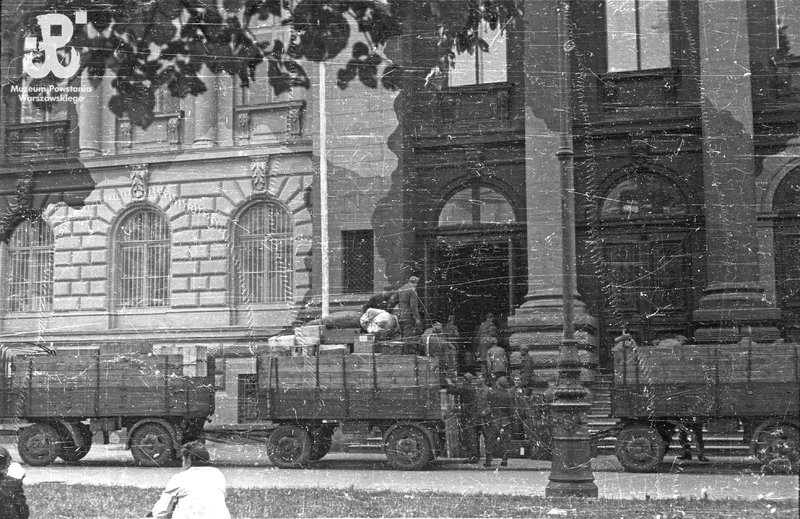
Zachęta bị người Đức cướp phá vào tháng 7 năm 1944

Trong cuộc xâm lược Ba Lan vào đầu Thế chiến thứ hai, hầu hết các tòa nhà xung quanh bảo tàng đã bị phá hủy trong khi tòa nhà Zachęta vẫn không bị phá hủy. Tiếp nối thủ đô Ba Lan, quân Đức đã chiếm giữ tòa nhà và chuyển đổi nó thành Haus der Deutschen Kultur (Nhà văn hóa Đức), chủ yếu được sử dụng cho mục đích tuyên truyền. Hội khuyến khích nghệ thuật đã bị giải thể. Các tác phẩm nghệ thuật, cũng như các tài liệu khác thuộc Hội, phần lớn được mang đến Bảo tàng quốc gia ở Warsaw, hoặc bị tịch thu và gửi đến Đức. Việc vận chuyển diễn ra công khai bằng các xe tải mà không có bất kỳ giấy tờ thích hợp nào. Trong cuộc nổi dậy ở Warsaw, tòa nhà Zachęta đã bị hư hại nặng nề bởi pháo và bom và do đó cần phải được cải tạo hoàn toàn vào cuối cuộc chiến. Dấu vết của một chất dẫn cháy đã được tìm thấy, cho thấy quân Đức đã lên kế hoạch đốt cháy tòa nhà trước khi rút lui.

### Năm 1945 đến 1989
Sau chiến tranh, Hội khuyến khích mỹ thuật không được kích hoạt lại. Nó được thay thế bởi Centralne Biuro Wystaw Artystycznych (Cục triển lãm nghệ thuật trung ương) được thành lập năm 1949 bởi Bộ Nghệ thuật và Văn hóa theo yêu cầu của Hiệp hội Mỹ thuật, Ba Lan. Năm 1951, văn phòng bắt đầu tổ chức triển lãm. Giám đốc đầu tiên (1949 Vang1954) là Armand Vetulani.
Những năm 1980 diễn ra những thay đổi chính trị triệt để liên quan đến tuyên bố thiết quân luật, dẫn đến tẩy chay tất cả các phòng trưng bày chính thức. Trên thực tế, văn phòng trung ương không bao giờ thực sự hồi phục sau những thất bại thảm hại này.

### Sau năm 1989
Sự sụp đổ của Bức tường Berlin và sự sụp đổ của Bức màn sắt Liên Xô và Đông Âu đã thay đổi hoàn cảnh chính trị về cơ bản, và cũng ảnh hưởng đến cấu trúc của văn phòng trung ương. Vào ngày 30 tháng 5 năm 1994, Cục Triển lãm Nghệ thuật Trung ương đã bị đóng cửa và biến thành Phòng trưng bày Nhà nước Zachęta.
Năm 2003, Bộ trưởng văn hóa Ba Lan, Waldemar Dąbrowski, đã đổi tên thành phòng trưng bày Narodowa Galeria Sztuki (Phòng triển lãm nghệ thuật quốc gia).

## Triển lãm
Năm 2000, phòng trưng bày đánh dấu kỷ niệm 100 năm với triển lãm Polonia - Polonia. Triển lãm bao gồm hơn 100 tác phẩm từ các thời điểm khác nhau và đại diện cho các loại phương tiện truyền thông khác nhau. Tất cả các tác phẩm nghệ thuật thể hiện các chủ đề quốc gia.
Cũng trong năm đó, phòng trưng bày đã mở triển lãm Słońce i inne Gwiazdy (Mặt trời và các ngôi sao khác) dựa trên một cuộc khảo sát được thực hiện vào năm 1999. Cuộc khảo sát chủ yếu hướng đến các nhà sử học, nhà phê bình và giám tuyển nghệ thuật Ba Lan, và các nghệ sĩ có ảnh hưởng nhất của thế kỷ 20. Kết quả là hai danh sách: một danh sách giới thiệu các nghệ sĩ Ba Lan và danh sách khác giới thiệu các nghệ sĩ nước ngoài có tầm ảnh hưởng nhất. Słońce i Inne Gwiazdy trưng bày tác phẩm của mười nghệ sĩ Ba Lan được bầu: Magdalena Abakanowicz, Tadeusz Kantor, Katarzyna Kobro, La Mã Opałka, Henryk Stażewski, Władysław Strzemiński, Alina Szapocznikow, Witkacy, Witold Wojtkiewicz và Andrzej Wroblewski.
Cũng trong năm 2000, mười tác phẩm của nghệ sĩ nước ngoài quan trọng nhất đã được trình bày trong một cuộc triển lãm khác và bao gồm Pablo Picasso, Francis Bacon, Joseph Beuys, Marcel Duchamp, Wassily Kandinsky, Andy Warhol, Kazimir Malevich, Salvador Dalí, Piet Mondrian và Constantin Brâncuși.
Năm 2000, nhà sử học nghệ thuật người Thụy Sĩ, Harald Szeemann, phụ trách một cuộc triển lãm với Maurizio Cattelans, La Nona Ora (Giờ thứ chín). Tác phẩm nghệ thuật cho thấy Giáo hoàng John Paul II bị đánh trúng và chôn bởi một thiên thạch. Vì ảnh hưởng của Giáo hội Công giáo ở Ba Lan vẫn rất mạnh mẽ, việc trưng bày tác phẩm của Cattelan đã dẫn đến một vụ bê bối công khai.

## Bộ sưu tập

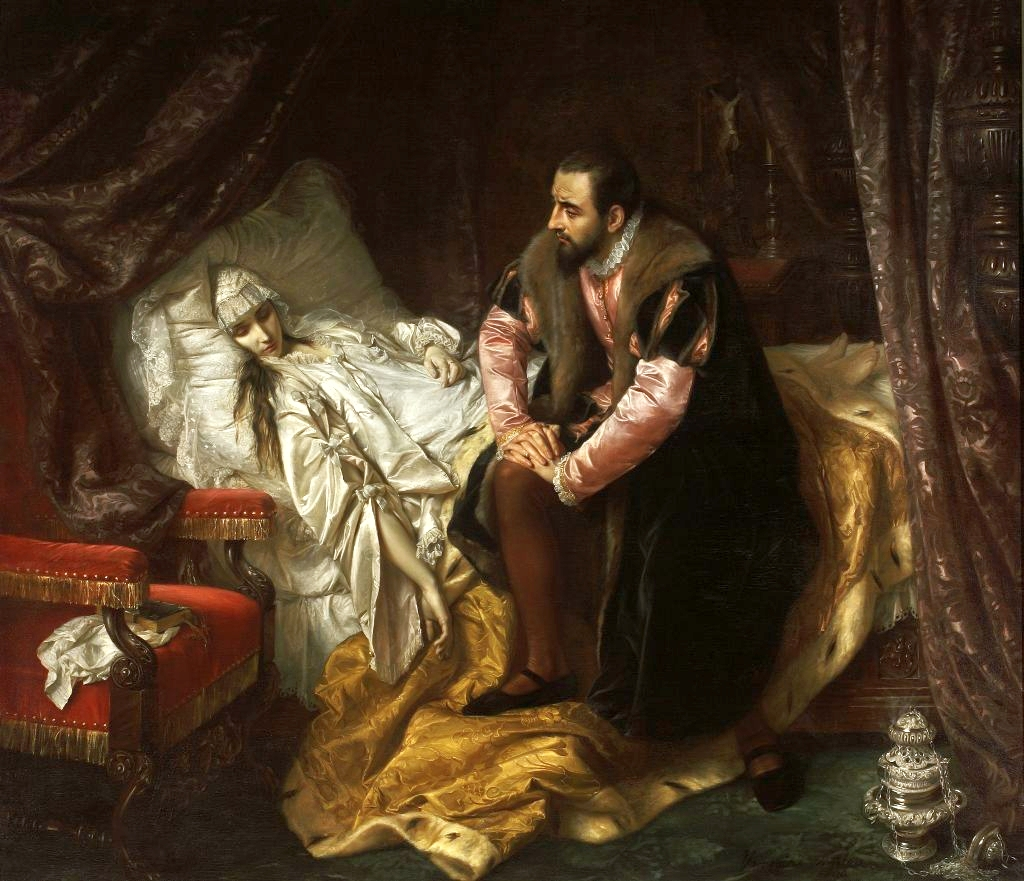
Cái chết của Barbara Radziwiłł. một bức tranh của Józef Simmler.

Bộ sưu tập bắt đầu với một bức ảnh về Cái chết của Barbara Radziwiłł của Józef Simmler.  Vào cuối thế kỷ 19, bộ sưu tập đã bao gồm hơn một nghìn tác phẩm.
Bộ sưu tập vĩnh viễn của Phòng trưng bày nghệ thuật quốc gia Zachęta ngày nay bao gồm 3600 tác phẩm trong đó có khoảng 700 bức tranh, gần 80 video và khoảng 100 tác phẩm điêu khắc và sắp đặt. Ngoài ra, phòng trưng bày sở hữu một bộ sưu tập phong phú gồm hơn 2600 tác phẩm trên giấy như các tác phẩm đồ họa, bản vẽ và ảnh. Nghệ sĩ Ba Lan từ thế kỷ 20, như Tadeusz Kantor, Henryk Stażewski và Alina Szapocznikow, được đại diện trong bộ sưu tập cũng như các nghệ sĩ đương đại Ba Lan như Mirosław Balka, Katarzyna Kozyra, Zbigniew Libera, Wilhelm Sasnal và Krzysztof Wodiczko.
Các quyết định về thay đổi đối với bộ sưu tập được đưa ra bởi Ủy ban Giao thương, Quyên góp và Ký gửi, được hình thành vào năm 1990. Từ năm 2008, Bộ Thu tập và Kiểm kê chịu trách nhiệm bảo quản bộ sưu tập của Zachęta.

## Thư viện
Thư viện Zachęta bao gồm:
- Danh mục về các nghệ sĩ Ba Lan đang làm việc ở Ba Lan và nước ngoài, về các nghệ sĩ nước ngoài đang làm việc ở Ba Lan, cũng như các danh mục về các chu kỳ triển lãm nhất định. Bộ sưu tập danh mục là một trong những tài liệu đầy đủ nhất ở Ba La.[cần dẫn nguồn]
- Sách về nghệ thuật đương đại và các chủ đề liên quan.
- Tạp chí Ba Lan cũng như các tạp chí nước ngoài về nghệ thuật nói chung.

## Dự án Kordegarda
Phòng trưng bày Kordegarda (nghĩa đen: phòng bảo vệ) được thành lập vào năm 1956 với tư cách là một chi nhánh của Zachęta và nằm trên Krakowskie Przingmieście ở Warsaw. Đó là không gian triển lãm bổ sung, được chỉ đạo và tổ chức bởi Zachęta, nhưng ở một mức độ nhất định độc lập với chương trình triển lãm của nó.
Hiện tại, Zachęta đang cập nhật cả chủ đề và chương trình của Phòng trưng bày Kordegarda.

## Tranh cãi
Trong quá khứ, ảnh hưởng của nhà thờ công giáo ở Ba Lan đã được chứng minh bằng việc kiểm duyệt các triển lãm khác nhau do sự báng bổ.